# Província de Veliko Tàrnovo
La província de Veliko Tàrnovo és una província al bell mig de la zona septentrional de Bulgària. La capital, Veliko Tàrnovo, té una significança històrica per haver estat capital de la Bulgària medieval.
Altres ciutats de la provincial són Gorna Oriàhovitsa, situada a uns 10 kilòmetres de Veliko Tarnovo, Svixtov, als marges del Danubi i famosa per l'Acadèmia d'Economia Tsenov, i Súhindol, la llar de Lovico — una marca de vins reconeguda internacionalment. Un altre lloc notable és Arbanassi, situada entre Veliko Tàrnovo i Gorna Oriàhovitsa. La combinació de vell estil i arquitectura moderna, així com d'esglésies i monestirs, hi és present l'esperit de Bulgària.